# Comté de Canadian
Pour les articles homonymes, voir Canadian.
Le comté de Canadian (en anglais : Canadian County) est un comté de l'État américain de l'Oklahoma.

## Comtés voisins
- Comté de Kingfisher (au nord)
- Comté d'Oklahoma (à l'est)
- Comté de Cleveland (au sud-est)
- Comté de Grady (au sud)
- Comté de Caddo (au sud-ouest)
- Comté de Blaine (au nord-ouest)

## Transports
| - Interstate 40 - U.S. Highway 81 - U.S. Highway 270 - U.S. Highway 281 | - State Highway 3 - State Highway 4 - State Highway 8 - State Highway 37 - State Highway 66 |

## Villes
- Calumet
- El Reno
- Geary (en partie)
- Mustang
- Okarche
- Oklahoma City (en partie)
- Piedmont
- Union City
- Yukon